# Achek Dorsa
Gli Achek Dorsa sono una struttura geologica della superficie di Venere.